# Michaił Cysielski
Michaił Pietrowicz Cysielski (ros. Михаил Петрович Цисельский, ur. 7 maja?/20 maja 1909 we wsi Strojkowo w obwodzie czerkaskim, zm. 3 listopada 1989 w Kijowie) – radziecki lotnik wojskowy, Bohater Związku Radzieckiego (1945).

## Życiorys
Urodził się w ukraińskiej rodzinie chłopskiej. Skończył niepełną szkołę średnią i szkołę fabryczną, pracował w gospodarstwie rolnym, od 1928 mieszkał w Nikolsku Ussuryjskim, gdzie skończył kursy ślusarskie. Od 1932 należał do WKP(b), w latach 1932–1938 i ponownie od 1939 służył w Armii Czerwonej, początkowo w 4 zabajkalskim pułku kawalerii. W 1934 ukończył szkołę wojskowo-techniczną w Irkucku, a w 1936 wojskowo-morską szkołę lotniczą w Jejsku, służył w Siłach Powietrznych Floty Czarnomorskiej, później został szturmanem (nawigatorem) irkuckiego obwodowego aeroklubu. Od 1941 uczestniczył w wojnie z Niemcami jako lotnik Sił Powietrznych Floty Bałtyckiej, wykonywał loty zwiadowcze i szturmowe jako dubler szturmana eskadry, dokonując nalotów na wojska, transporty i okręty wroga, poza tym w walkach powietrznych strącił osobiście 2 i w grupie 1 samolot wroga. W 1948 został zwolniony do rezerwy w stopniu majora, później był przewodniczącym kołchozu w rodzinnej wsi i potem brygadzistą w fabryce w Kijowie.

## Odznaczenia
- Złota Gwiazda Bohatera Związku Radzieckiego (6 marca 1945)
- Order Lenina
- Order Rewolucji Październikowej
- Order Czerwonego Sztandaru (dwukrotnie)
- Order Wojny Ojczyźnianej I klasy
- Medal „Za zasługi bojowe”

I inne.